# Pietro Fittipaldi
Pietro Fittipaldi da Cruz (Miami, Florida, Sjedinjene Američke Države, 25. lipnja 1996.) je brazilski vozač automobilističkih utrka, te unuk Emersona Fittipaldija, svjetskog prvaka Formule 1 iz 1972. i 1974. Između 2015. i 2017. osvojio je tri naslova u Britanskoj Formuli Renault, Formuli Renault 3.5 i MRF Challange Formula 2000 prvenstvu. U Formuli 1 je nastupio na dvije utrke 2020. za momčad Haas, kao zamjena za tada ozlijeđenog Romaina Grosjeana, no nije osvojio bodove.

## Početak utrkivanja

### Karting
Pietro Fittipaldi se utrkivao u kartingu od 2004. do 2011., no bez značajnijih rezultata. Najbolji plasman je ostvario 2008. u prvenstvu Rotax Max Challenge USA Minimax Grand Nationals Presented by Mazda kada je osvojio 4. mjesto u ukupnom poretku vozača.

### NASCAR Whelen All-American Series
Godine 2011. i 2012., Fittipaldi se natjecao u Whelen All-American stock car seriji, prvenstvu za lokalne utrke kratkih staza koje organizira NASCAR u Sjedinjenim Američkim Državama i Kanadi. U obje sezone vozio je za momčad Lee Faulk Racing, a ostvario je ukupno pet pobjeda

### Britanska Formula 4
Godine 2013. se preselio u Europu, te počeo utrkivati u britanskoj BRDC Formuli 4 za momčad Mark Goodwin Racing Motorsport. Ostvario je jednu pobjedu na prvoj utrci pete runde na stazi Brands Hatch, te sezonu završio na 15. mjestu s 164 boda. Iste godine nastupio je i na zimskom prvenstvu BRDC Formule 4 za istu momčad, a s tri postolja i 127 bodova, osvojio je šesto mjesto u ukupnom poretku vozača.

### Formula Renault
Fittipaldi je nastupao u raznim kategorijama Formule Renault 2013. i 2014., te 2016. i 2017.

#### Britanska Formula Renault
Godine 2013. natjecao se u Britanskoj Formuli Renault, koja je te godine nosila službeni naziv Protyre Formula Renault. Nastupao je za momčad Jamun Racing Services, a momčadski kolega mu je bio Diego Menchaca. Sezona je počela 14. travnja na stazi Donington Park, a završila 29. rujna na stazi Silverstone. U 16 utrka, Fittipaldi nije uspio pobijediti, a najbolji plasman je ostvario na drugoj utrci druge runde na stazi Snetterton kada je završio na petom mjestu. S osvojena 163 boda, Fittipaldi je osvojio osmo mjesto u ukupnom poretku. Iste godine nastupio je i na jesenskom prvenstvu Protyre Formule Renault, te s jednim postoljem i 45 bodova, osvojio šesto mjestu u ukupnom poretku vozača.
Sljedeće 2014. prelazi u momčad MGR Motorsport. U sezoni koja je počela na stazi Rockingham, a završila na stazi Silverstone, Fittipladi je s 431 bodom osvojio naslov prvaka. Prva pobjeda stigla je već na prvoj utrci prve runde na Rockinghamu, dok je druge dvije utrke na istoj stazi završio na četvrtom mjestu. Nakon toga Fittipaldi je nanizao čak osam uzastopnih pobjeda na stazama Donington, Brands Hatch i Snetterton. Posljednju desetu pobjedu ostvario je na drugoj utrci pete runde na stazi Croft.

#### Formula Renault 2.0 Alps
Prvenstvo Formula Renault 2.0 Alps je započelo 5. travnja na stazi Imola, a nastavljeno je na stazama Pau i Red Bull Ring. Fittipaldi nije vozio na prve tri runde, zbog natjecanja u Britanskoj Formuli Renault. Prvenstvu se pridružio tek na četvrtoj rundi na Spa-Francorchampsu za momčad MGR Motorsport, no nije uspio osvojiti bodove. Na drugoj utrci pete runde na Monzi osvaja prve bodove, a na prvoj utrci šeste runde na Mugellu osvaja prvo postolje. Fittipaldi je tu utrku ustvari završio na četvrtom mjestu, no trećeplasirani Bruno Bonifacio kao gostujući vozač nije mogao osvajati bodove. Za posljednju rundu na Jerezu, Fittipaldi je promijenio momčad. Nastupao je za Koiranen GP, a momčadski kolege su mu bili Nyck de Vries, George Russell i Hong Li Ye. Prvu utrku na Jerezu je završio na 19. mjestu, dok je u drugoj utrci bio deseti.

### Europska Formula 3
Nakon nastupanja 2014. u Britanskoj Formuli Renault i Formuli Renault 2.0 Alps, Fittipaldi se 2015. natjecao u Europskoj Formuli 3 za momčad Fortec Motorsport u Dallarinom F315/012 bolidu s Mercedesovim motorom. Sezona je počela na stazi Silverstone 11. travnja, a završila na stazi Hockenheimring 18. listopada. Sezona je sadržavala čak 33 utrke, po tri utrke na 11 rundi. Fittipaldi je 8. mjestom na drugoj utrci prve runde na Silverstoneu osvojio prve bodove. No nastavak sezone nije bio uspješan. U sljedećih sedam utrka, tek jednom je stigao do cilja, dok je tri puta odustao, dva puta se nije kvalificirao za utrku, dok prvu utrku treće runde na stazi Pau nije ni startao. Nešto bolje rezultate postiže na četvrtoj i petoj rundi na stazama Monza i Spa-Francorchamps, kada u šest utrka, četiri puta završava u bodovima. Nakon toga slijedi niz od deset utrka bez bodova, koji Fittipaldi prekida 6. mjestom na drugoj utrci devet runde na stazi Algarve. Bodove osvaja još samo na trećoj utrci na stazi Algarve kada također zauzima šestu poziciju, te sezonu završava na 17. mjestu s 32 osvojena boda.

### MRF Formula 2000
Nakon što je završila i posljednja utrka Europske Formule 3 na Hockenheimringu 18. listopada 2015., Fittipaldi je otputovao u Aziju kako bi se natjecao u MFR Challenge Formula 2000 prvenstvu. Sezona se sastojala od četiri runde: Yas Marina, Bahrain, Dubai i Madras. Osim u Bahreinu gdje su se vozile dvije utrke, na ostalim staza su se vozile po četiri utrke. Na prvoj utrci prve runde na Yas Marini koja se vozila 30. listopada, Fittipaldi je stigao do drugog mjesta iza pobjednika Nobuharua Matsushite, a na sljedeće dvije osvaja treće i peto mjesto. Na četvrtoj utrci prve runde, Fittipaldi stiže do prve pobjede. U sljedećih pet utrka osvaja tri postolja, a do druge pobjede stiže na četvrtoj utrci treće runde u Dubaiju. Na posljednje četiri utrke završne četvrte runde koje su se vozile 30. i 31. siječnja 2016., Fittipaldi upisuje još dvije pobjede, te s 244 boda osvaja naslov prvaka ispred Tatiane Calderón.

## WEC
Nakon osvajanja naslova u Formuli V8 3.5 2017., Fittipaldi se pridružio prvenstvu FIA World Endurance Champoionship u LMP1 kategoriji. Momčad za koju je trebao voziti bila je DragonSpeed, u bolidu BR Engineering BR1 s Gibson GL458 4.5 L V8 motorom, a momčadski kolege su mu trebali biti Ben Hanley i Henrik Hedman. Sezona je sadržavala osam utrka: 6 sati Spa-Francorchampsa koja se trebala voziti 5. svibnja 2018., 24 sata Le Mansa koja se trebala voziti od 16. do 17. lipnja 2018., 6 sati Silverstonea, 6 sati Fujija, 6 sati Shanghaija, 1000 milja Sebringa, opet 6 sati Spa-Francorchampsa koja se trebala voziti 4. svibnja 2019., te završnu utrku na 24 sata Le Mansa koja se trebala voziti od 15. do 16. lipnja 2019.
No već na prvim kvalifikacijama na Spa-Francorchampsu, Fittipaldi je izletio u zavoju Eau Rouge. Brazilac je helikopterom prebačen u bolnicu u Liège, gdje je ustanovljeno da ima prelome obje noge, no nije u životnoj opasnosti. Nakon ovog incidenta, Fittipaldi više nije vozio WEC prvenstvo, a incident je kompromitirao i njegove nastupe u IndyCaru i Super Formuli te godine.

## Formula 1
Dana 30. studenog 2020., potvrđeno je da će mijenjati ozlijeđenog Romaina Grosjeana u Formuli 1 2020. na Velikoj nagradi Sakhira za momčad Haas F1 Team.

## Rezultati
| Sezona                      | Prvenstvo                              | Momčad                                      | Šasija             | Motor               | Utrke | Pobjede | Podiji | Bodovi | Plasman |
| --------------------------- | -------------------------------------- | ------------------------------------------- | ------------------ | ------------------- | ----- | ------- | ------ | ------ | ------- |
| 2011.                       | NASCAR Whelen All-American Series      | Lee Faulk Racing                            | ?                  | ?                   | 20    | 4       | 13     | 400    | 1.*     |
| 2012.                       | NASCAR Whelen All-American Series      | Lee Faulk Racing                            | ?                  | ?                   | 23    | 1       | 3      | 355    | 5.      |
| 2013.                       | Protyre Formula Renault                | Jamun Racing Services                       | Tatuus FR2000      | Renault             | 16    | 0       | 0      | 163    | 8.      |
| 2013.                       | Protyre Formula Renault - jesenski kup | Jamun Racing Services                       | Tatuus FR2000      | Renault             | 3     | 0       | 1      | 45     | 6.      |
| 2013.                       | BRDC Formula 4                         | MGR Motorsport                              | MSV F4-013         | Duratec             | 18    | 1       | 1      | 165    | 15.     |
| 2013.                       | BRDC Formula 4 - zimsko prvenstvo      | MGR Motorsport                              | MSV F4-013         | Duratec             | 8     | 0       | 3      | 127    | 6.      |
| 2014.                       |                                        |                                             |                    |                     |       |         |        |        |         |
| Protyre Formula Renault     | MGR Motorsport                         | Tatuus FR2000                               | Renault            | 15                  | 10    | 12      | 431    | 1.     |         |
| Formula Renault 2.0 Alps    | MGR Motorsport                         | Tatuus FR 2.0-13                            | Renault            | 8                   | 0     | 0       | 43     | 9.     |         |
| Eurocup Formula Renault 2.0 | Koiranen GP                            | Tatuus FR 2.0-13                            | Renault            | 2                   | 0     | 0       | 0*     | –      |         |
| 2015.                       | Europska Formula 3                     | Fortec Motorsport                           | Dallara F315/012   | Mercedes            | 33    | 0       | 0      | 32     | 16.     |
| 2015. / 16.                 |                                        |                                             |                    |                     |       |         |        |        |         |
| MRF Challenge Formula 2000  | MRF Racing                             | Dallara Formulino Pro                       | Renault            | 14                  | 4     | 9       | 244    | 1.     |         |
| 2016.                       | Formula V8 3.5                         | Fortec Motorsport                           | Dallara FR35-12    | Zytek 3.4 V8        | 18    | 0       | 1      | 60     | 10.     |
| 2017.                       |                                        |                                             |                    |                     |       |         |        |        |         |
| Formula V8 3.5              | Lotus                                  | Dallara FR35-12                             | Zytek 3.4 V8       | 18                  | 6     | 10      | 259    | 1.     |         |
| 2018.                       | IndyCar                                | Dale Coyne Racing                           | Dallara DW12       | Honda               | 6     | 0       | 0      | 91     | 26.     |
| 2018.                       | Super Formula                          | UOMO Sunoco Team LeMans                     | Dallara SF14       | Toyota              | 1     | 0       | 0      | 0      | 22.     |
| 2018. / 19.                 | WEC                                    | DragonSpeed                                 | BR Engineering BR1 | AER 2.4 t           | 0     | 0       | 0      | 0      | –       |
| 2019.                       | DTM                                    | Audi Sport Team WRT Audi Sport Team Rosberg | Audi RS5           | Audi RC8 2.0 L4t    | 17    | 0       | 0      | 22     | 15.     |
| 2019. / 20.                 | Azijska Formula 3                      | Pinnacle Motorsport                         | Tatuus F3 T-318    | Alfa Romeo          | 15    | 0       | 1      | 119    | 5.      |
| 2020.                       | Formula 1                              | Haas F1 Team                                | Haas VF-20         | Ferrari 065 1.6 V6t | 2     | 0       | 0      | 0      | 23.     |

## Vanjske poveznice
- Pietro Fittipaldi - Driver Database
- Pietro Fittipaldi - Stats F1